# Cộng đồng ảo
Cộng đồng ảo là một mạng lưới xã hội của các cá nhân tương tác thông qua các phương tiện truyền thông cụ thể, có khả năng vượt qua những ranh giới địa lý và chính trị để theo đuổi lợi ích hay mục tiêu chung. Một trong những loại hình cộng đồng ảo phổ biến nhất là các dịch vụ mạng xã hội, trong đó gồm nhiều cộng đồng trực tuyến khác nhau.
Thuật ngữ cộng đồng ảo (tiếng Anh: virtual community) ra đời từ cuốn sách cùng tên của Howard Rheingold, xuất bản vào năm 1993. Cuốn sách có thể được coi là một cuộc điều tra xã hội, nghiên cứu các ngành khoa học xã hội, thảo luận về các cuộc tìm tòi của tác giả về ưu điểm và đưa vào giao tiếp thông qua liên lạc sử dụng máy tính làm trung gian và thông qua các nhóm xã hội, mở rộng chúng thành khoa học thông tin. Các công nghệ bao gồm Usenet, MUD (Multi-User Dungeon), MUSHes và Moos, IRC, các phòng tán gẫu và danh sách gửi thư điện tử, World Wide Web mà ngày nay như chúng ta biết, chúng vẫn chưa được nhiều người sử dụng. Rheingold đã chỉ ra những lợi ích tiềm tàng cho các cá nhân tâm lý, cũng như cho xã hội nói chung khi gia nhập những nhóm như vậy.
Những cộng đồng ảo này đều khuyến khích sự tương tác, đôi khi tập trung quanh một mối quan tâm đặc biệt, hoặc đôi khi chỉ để giao tiếp. Các cộng đồng ảo tốt có thể thực hiện cả hai chức năng trên. Chúng cho phép người dùng tương tác trong một niềm đam mê chung, cho dù đó là thông qua các bảng tin, phòng tán gẫu, các trang web mạng xã hội hay thế giới ảo.

## Ưu điểm
Cộng đồng Internet cung cấp lợi thế trong việc trao đổi thông tin tức thời, điều này vốn không thể diễn ra trong cộng đồng thực. Điều này cho phép mọi người tham gia vào nhiều hoạt động ngay tại nhà của họ, chẳng hạn như: mua sắm, thanh toán hóa đơn, tìm kiếm thông tin chuyên đề. Người dùng các cộng đồng trực tuyến cũng có thể truy cập đến hàng ngàn các nhóm thảo luận chuyên đề, nơi họ có thể hình thành các mối quan hệ chuyên môn và tiếp cận thông tin trong các chuyên mục như: chính trị, hỗ trợ kỹ thuật, hoạt động xã hội và giải trí. Cộng đồng ảo hỗ trợ một phương tiện lý tưởng cho các loại quan hệ bởi vì thông tin có thể dễ dàng được đăng tải và thời gian đáp ứng có thể rất nhanh. Một lợi ích khác là các loại cộng đồng này có thể cung cấp cho người dùng một cảm giác là một thành viên và như mình thuộc về cộng đồng đó. Người dùng có thể cho và nhận hỗ trợ, điều này rất đơn giản và rẻ tiền.
Về kinh tế, cộng đồng ảo có thể là một thành công thương mại, thu tiền thông qua thông qua lệ phí thành viên, đăng ký, phí sử dụng và hoa hồng quảng cáo. Người tiêu dùng thường cảm thấy rất thoải mái khi thực hiện giao dịch trực tuyến miễn là người bán có tiếng tốt trong cộng đồng. Cộng đồng ảo cũng cung cấp lợi thế phi môi giới trong giao dịch thương mại, điều này cho phép loại bỏ vai trò của người bán, thay vào đó sẽ kết nối trực tiếp người mua với nhà cung cấp. Điều này giúp hạn chế tốn kém và cho phép đường dây tiếp xúc trực tiếp giữa người tiêu dùng và nhà sản xuất.

## Khuyết điểm
Mặc dù truyền thông tức thời có nghĩa là truy cập nhanh, nhưng điều này cũng có nghĩa là thông tin được đăng tải mà không được xem xét trước về tính chính xác. Khó để có thể lựa chọn các nguồn đáng tin cậy vì không có biên tập viên đánh giá từng bài viết và đảm bảo chúng đạt đến một mức độ chất lượng nhất định. Tất cả mọi thứ viết ra không thông qua sự sàng lọc nào.
Nhận dạng cá nhân của những người vô danh được giữ kín do đó thông thường mọi người sử dụng cộng đồng ảo để sống một cuộc sống giả tưởng dưới vỏ bọc một con người khác. Người dùng nên cảnh giác về nguồn gốc thông tin trực tuyến và cẩn thận kiểm tra dẫn chứng với những chuyên gia hoặc nguồn chuyên môn.
Thông tin trực tuyến khác với các thông tin tranh luận trong đời thực bởi vì thông tin đời thực ít phù du hơn. Do đó, người dùng phải cẩn thận với những thông tin mà họ tiết lộ về bản thân để đảm bảo mình không dễ bị nhận biết vì lý do an toàn.